# 氢氧化镓
氢氧化镓化学式为Ga(OH)3，是镓(III)的两性氢氧化物，白色胶状沉淀，不易溶于水，易溶于盐酸。溶于氢氧化钠生成[Ga(OH)4]−。Ga(OH)3酸性略强于氢氧化铝Al(OH)3，这也是元素次周期性的一个表现。Ga(OH)3能溶于氨水，而Al(OH)3不溶。Ga(OH)3受热生成Ga2O3，低温生成α-Ga2O3，380℃成β-Ga2O3。在強酸性溶液中，鎵以Ga3+形式存在；在強鹼性溶液中以[Ga(OH)4]−形式存在。

## 化学性质
当加热至350℃，氢氧化镓(III)能部分脱水。温度升至420-500℃时，氢氧化镓(III)失去水并转换为氧化物（氧化镓）
氢氧化镓(III)相对易溶于稀酸和稀碱溶液中，也溶于氨水和碳酸铵溶液中。氢氧化镓(III)有两性，但酸性略大于碱性。